# 末成道男
末成道男（すえなり みちお、1938年3月30日-2024年1月4日）は、日本の文化人類学者、元東京大学東洋文化研究所教授。
東京生まれ。1962年東京大学教養学部文化人類学卒、64年同大学院生物学人類学科修士課程修了、71年同社会科学研究科文化人類学博士課程修了、「台湾アミ族の社会組織 変動過程にある一村落の分析」で社会学博士。1972年聖心女子大学専任講師、75年助教授、83年教授。1990年東京大学東洋文化研究所教授。98年定年退官、東洋大学教授。2008年退職。2024年1月4日に肺炎により関越病院で死去。86歳没。

## 著書
- 『台湾アミ族の社会組織と変化 ムコ入り婚からヨメ入り婚へ』東京大学出版会 1983
- 『ベトナムの祖先祭祀 潮曲の社会生活』風響社 1998

### 共編著
- 『中国文化人類学文献解題』編 東京大学出版会 1995
- 『東アジアの現在 人類学的研究の試み』編 風響社 アジア研究報告シリーズ 1997
- 『中原と周辺 人類学的フィールドからの視点』編 風響社 1999
- 『<血縁>の再構築 東アジアにおける父系出自と同姓結合』吉原和男,鈴木正崇共編 風響社 2000
- 『池田敏雄台湾民俗著作集』編 緑蔭書房 2003
- 『講座世界の先住民族 ファースト・ピープルズの現在 東アジア』曽士才共編 明石書店 2005
- 『ヴェトナム 変化する医療と儀礼』板垣明美編 武内房司,宮沢千尋,樫永真佐夫共著 春風社 2008
- 『ベトナム文化人類学文献解題 日本からの視点』編 風響社 2009

### 翻訳
- D.F.ポコック『社会人類学入門』弘文堂 1970
- M.フリードマン『東南中国の宗族組織』小熊誠,西沢治彦共訳 弘文堂 1991

## 論文
- <末成道男